# Campionato del mondo endurance FIA
Il Campionato del mondo endurance FIA, in inglese FIA World Endurance Championship (WEC), è un campionato mondiale automobilistico per vetture Sport Prototipo e Gran Turismo impiegate in gare di durata, è organizzato dall'Automobile Club de l'Ouest (ACO) ed è disciplinato dalla Federazione Internazionale dell'Automobile (FIA).
Questa competizione ha sostituito a partire dal 2012 la precedente Intercontinental Le Mans Cup, serie organizzata dall'ACO e disputatasi nel 2010 e nel 2011. Si tratta della prima serie di competizioni endurance che si può fregiare del titolo di campionato del mondo, a distanza di vent'anni da quando nel 1992 si disputò l'ultima stagione agonistica del soppresso Campionato del mondo sportprototipi sempre gestito dalla FIA, che già utilizzò tale nome dal 1981 al 1985.

## Contesto

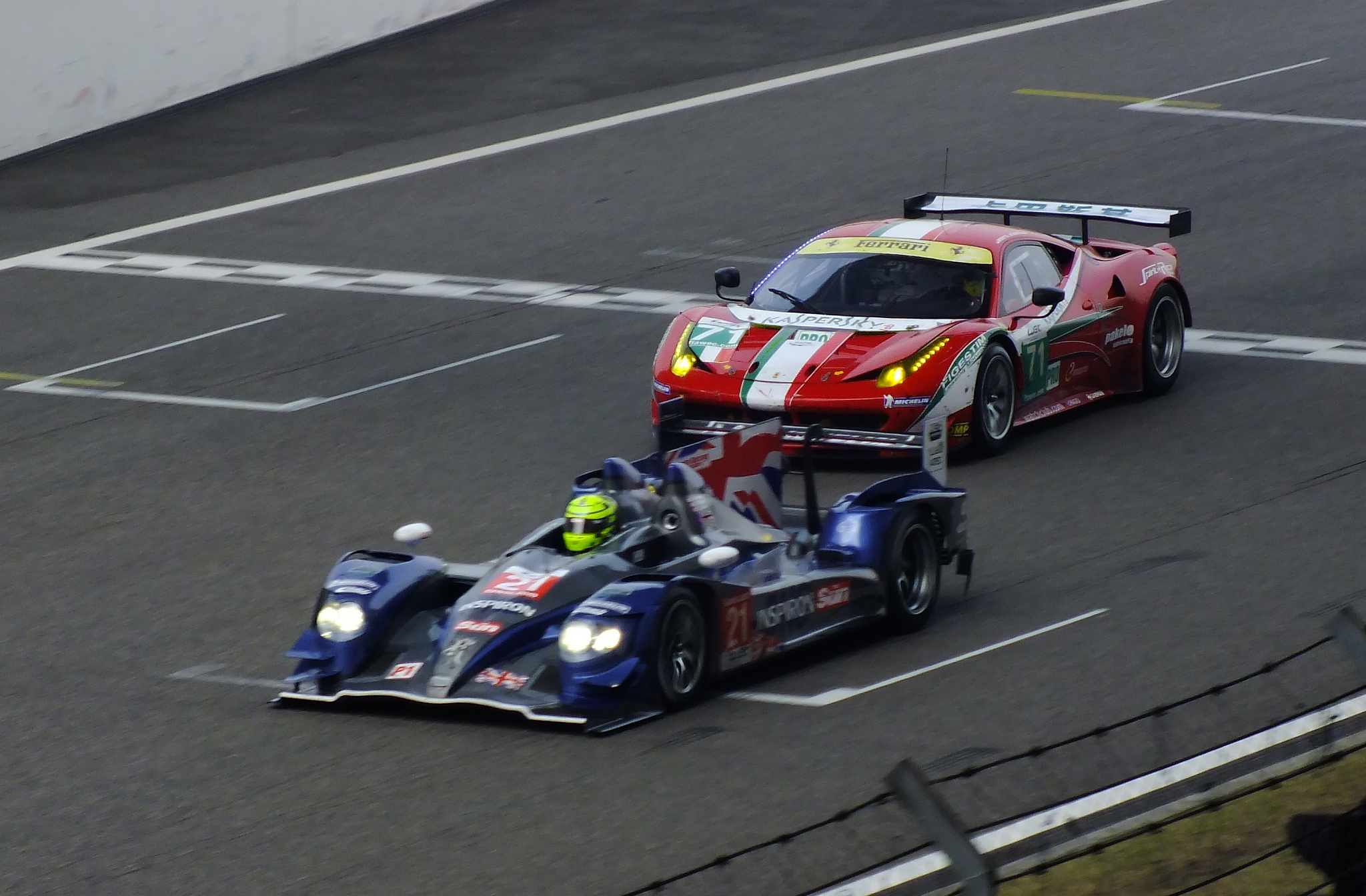
Danny Watts su HPD ARX-03a-Honda (Strakka Racing) e Olivier Beretta su Ferrari 458 Italia GTC (AF Corse) durante la 6 Ore di Shanghai 2012

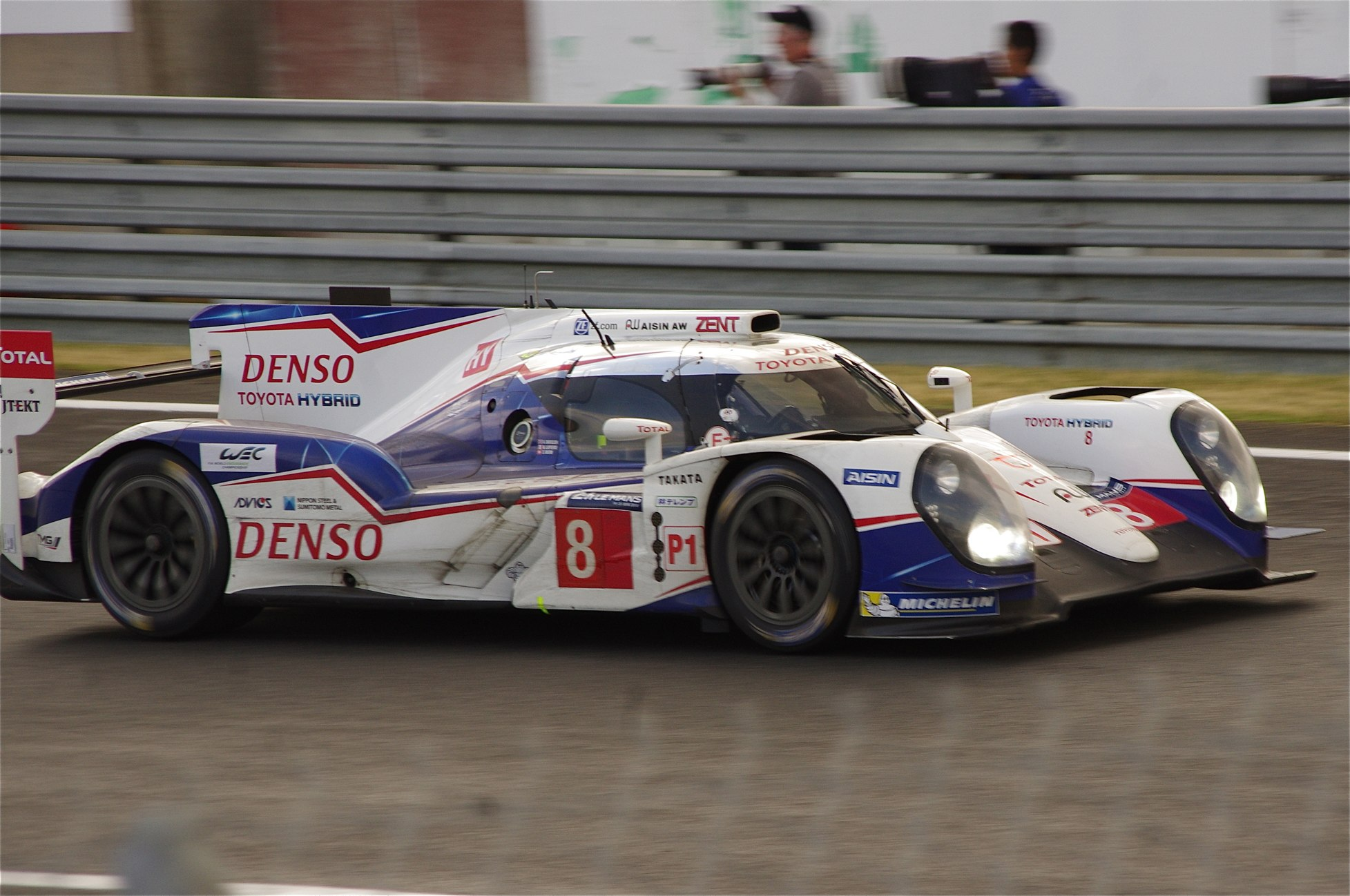
Toyota TS040 Hybrid a Le Mans 2014

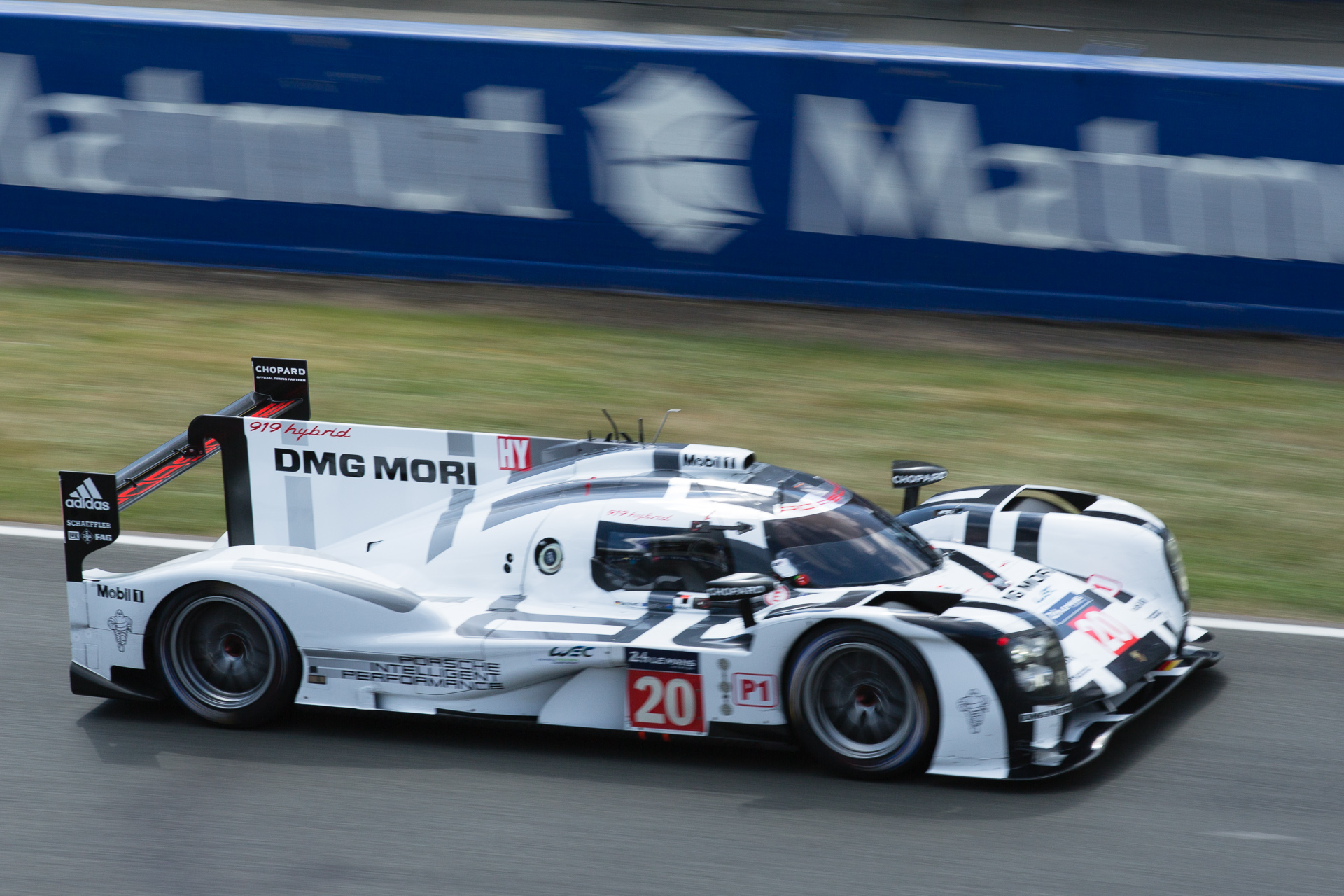
Porsche 919 Hybrid (24 ore Le Mans 2014)

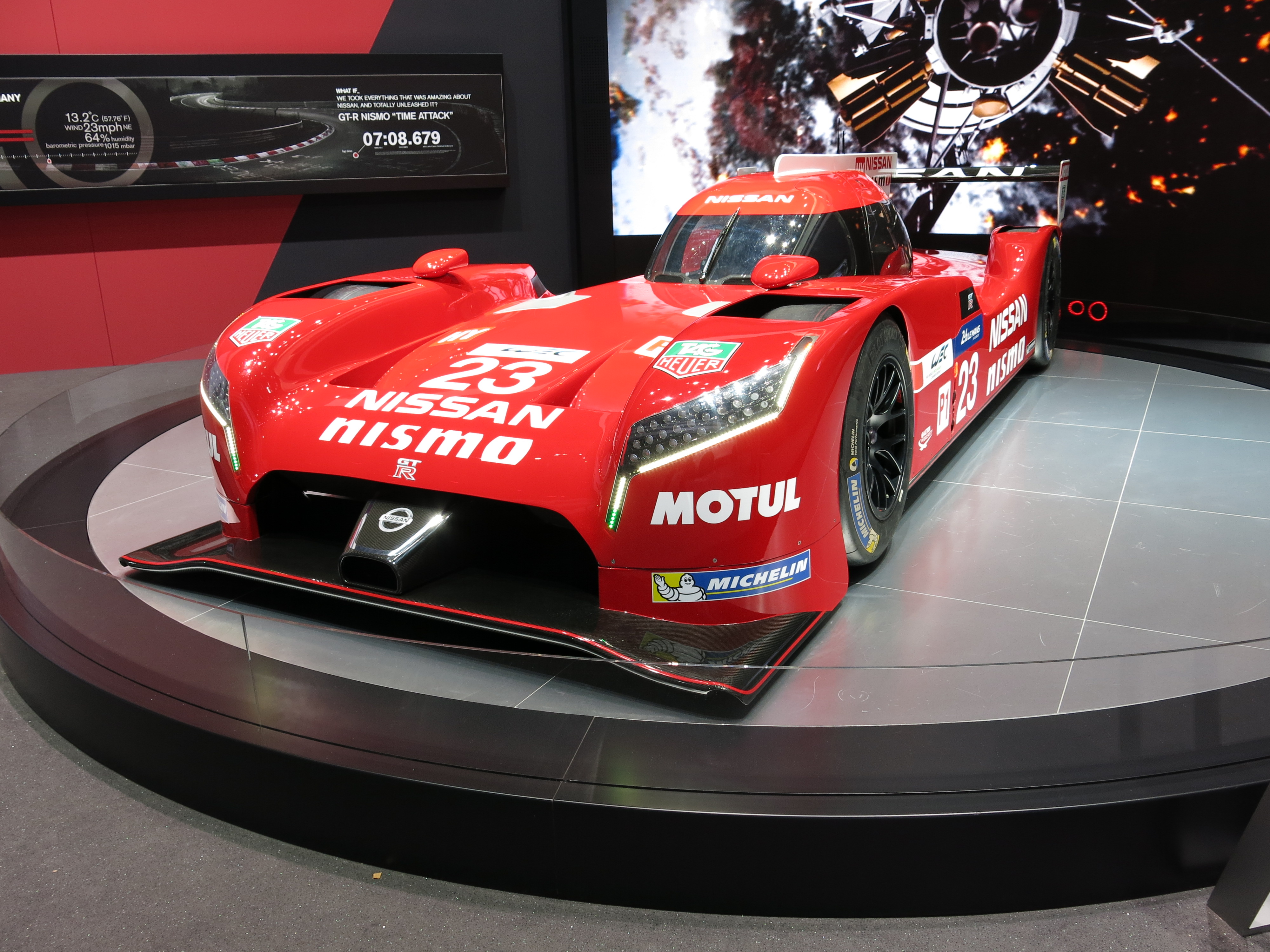
Nissan Nismo al Ginevra Motor Show 2015

Il primo campionato endurance a livello mondiale fu il World Sportscar Championship (WSC), conosciuto informalmente come "Mondiale Marche". Nacque nel 1953 e comprendeva alcune delle più importanti gare di durata, come le 24 Ore di Le Mans e di Spa, o la 12 Ore di Sebring, ma anche importanti gare stradali; la Mille Miglia e la Targa Florio in Italia e la Carrera Panamericana in Messico. Esisteva un titolo solo per i costruttori, quello piloti fu istituito solo nel 1981. Nel corso degli anni a questo campionato hanno partecipato tantissime case automobilistiche e tantissimi piloti con una gran varietà di auto: prototipi, vetture sport, gran turismo e per un certo periodo anche le vetture silhouette.
Le auto che partecipavano al WSC erano le più veloci in assoluto dopo quelle di Formula 1, e anche a livello di popolarità tra gli appassionati il mondiale non aveva nulla da invidiare alla massima serie. Di contro, le gare di durata non hanno mai avuto particolari coperture televisive, a differenza della Formula 1 in cui le gare sono decisamente più corte. Nel 1991, però, la FIA impose nuovi regolamenti: macchine da 750 kg con motori aspirati da 3.500 cm³. L'intento era di ridurre i costi, ma il risultato fu completamente l'opposto, Infatti questi nuovi motori non erano altro che motori da F1 depotenziati, quindi piuttosto costosi, oltre che inadatti per questo tipo di gare. I prototipi erano ormai delle monoposto carrozzate. Inoltre, le gare erano dei veri e propri gran premi, con distanze sui 430 km, ad eccezione della 24 Ore di Le Mans. Nel 1993, dati i pochissimi iscritti al mondiale, la Federazione soppresse definitivamente il mondiale, e con esso finirono di esistere anche i prototipi "Gruppo C".
La 24 Ore di Le Mans si continuò comunque a disputare ma per ben vent'anni non ha fatto parte di nessun campionato. Nel frattempo, in Nord America, precisamente nel 1999, Don Panoz creava l'ALMS (American Le Mans Series), sulla base dei regolamenti ACO in vigore a Le Mans, leggermente rivisti. L'ACO decise di creare così la LMS (Le Mans Series), un campionato europeo composto per lo più da gare di 1000 km. Nel 2010 sempre l'ACO creò poi l'ILMC (Intercontinental Le Mans Cup), con l'intento di creare di nuovo un campionato endurance mondiale. Il campionato era costituito da tre gare in Europa (1000 km di Silverstone), Nord America (Petit Le Mans) e Asia (1000 km di Zhuhai). Questione di un altro anno, e nel 2012 rinasce ufficialmente un campionato mondiale: il Campionato del Mondo Endurance, appunto. Si tratta di un mondiale nato dalla collaborazione tra ACO e FIA, i cui regolamenti sono gli stessi di quelli in vigore alla 24 Ore di Le Mans.

## Gare
La prima gara della prima stagione del nuovo mondiale è stata la 12 Ore di Sebring, che in passato era stata una gara del vecchio Mondiale Marche, la gara è stata vinta dall'Audi con "Dindo" Capello, Tom Kristensen e Allan McNish.
Nel 2012, oltre la 12 Ore di Sebring e la 24 Ore di Le Mans, si sono disputate solo gare di 6 ore sui circuiti di Spa, Silverstone, Interlagos, Fuji, Bahrain e Shanghai. Nel 2013 è stata tolta la 12 Ore di Sebring, sostituita da un'altra gara di 6 ore sul nuovo circuito americano di Austin.
Nel 2015 è stata tolta dal calendario la 6 Ore di Interlagos ed è stata sostituita con la 6 Ore del Nürburgring, da disputarsi sul circuito del Nürburgring Gp-Strecke. Nel 2016 si è aggiunta la 6 ore del Messico sul circuito Hermanos Rodríguez.
Gare in calendario nel 2025:
| Gara                       | Circuito                      |
| -------------------------- | ----------------------------- |
| 1812 km del Qatar          | Circuito di Lusail            |
| 6 Ore di Imola             | Autodromo Enzo e Dino Ferrari |
| 6 Ore di Spa-Francorchamps | Circuito di Spa-Francorchamps |
| 24 Ore di Le Mans          | Circuit de la Sarthe          |
| 6 Ore di San Paolo         | Circuito di Interlagos        |
| Lone Star Le Mans          | Circuito delle Americhe       |
| 6 Ore di Fuji              | Circuito del Fuji             |
| 8 Ore del Bahrain          | Circuito del Bahrain          |

Gare non facenti più parte del campionato:
| Gara                   | Circuito                           |
| ---------------------- | ---------------------------------- |
| 6 Ore del Nürburgring  | Nürburgring Gp-Strecke             |
| 6 ore del Messico      | Autodromo Hermanos Rodriguez       |
| 6 Ore di Shanghai      | Circuito di Shanghai               |
| 6 ore di Silverstone   | Circuito di Silverstone            |
| 1000 Miglia di Sebring | Circuito di Sebring                |
| 6 Ore di Portimão      | Autódromo Internacional do Algarve |
| 6 Ore di Monza         | Autodromo nazionale di Monza       |

## Titoli assegnati e punteggi
Dal 2024 nella serie corrono due classi di vetture, le Hypercar (prototipi con specifiche LMH o LMDh) e le vetture Gran Turismo (LMGT3) basate su automobili derivate dalla produzione di serie. 
Vengono assegnati i titoli di Campioni del mondo Endurance FIA ai Piloti di entrambe le categorie ed ai Costruttori esclusivamente per la categoria Hypercar. 
Oltre a ciò, la FIA assegna diversi Trofei Endurance, ai migliori team privati della classe Hypercar, ai migliori piloti e i migliori team della classe LMGT3.
Il titolo Piloti può essere attribuito a 2 o 3 piloti, componenti del medesimo ed invariato equipaggio durante tutta la stagione.
Fino al 2023 concorrevano classi di vettura LMP2 e GTE, alle migliori squadre di ogni classe la FIA assegnava Trofei Endurance.
Nelle gare da 6 ore, i punti sono assegnati secondo lo schema seguente ed è valido in ogni classe di vetture: al 1º 25 punti, 2º 18 punti, 3º 15 punti, 4º 12 punti, 5º 10 punti, 6º 8 punti, 7º 6 punti, 8º 4 punti, 9º 2 punti, 10º 1 punto. Le gare dalla durata di 8 ore e la 1812 km del Qatar prevedono un punteggio moltiplicato di 1,5 volte rispetto a quello standard da 6 ore. Solo per la 24 Ore di Le Mans il punteggio viene raddoppiato. In ogni classe, viene attribuito un punto supplementare per la vettura in pole position e per ogni pilota di tale equipaggio.
Dal 2025 con l’introduzione dell’obbligo per ogni costruttore di iscrivere due vetture ufficiali, il campionato costruttori vede modificare la formula di punteggio: i punti assegnati alle squadre tengono conto della somma dei risultati di entrambi gli equipaggi. I team privati sono “invisibili” ai fini della classifica costruttori. Fino a quel momento i punti del campionato costruttori erano riservati al risultato del miglior equipaggio. Esclusivamente per la 24 ore di Le Mans è possibile iscrivere più di due vetture ufficiali.

## Albo d'oro
| Stagione          | Stagione    | LMP1                                                                      | LMP2                                                               | GTE Pro                                            | GTE Am                                                              |
| ----------------- | ----------- | ------------------------------------------------------------------------- | ------------------------------------------------------------------ | -------------------------------------------------- | ------------------------------------------------------------------- |
| 2012              | Piloti      | André Lotterer Benoît Tréluyer Marcel Fässler (con Audi Sport Team Joest) | -                                                                  | -                                                  | -                                                                   |
| 2012              | Squadre     | Rebellion Racing (con Lola B12/60)                                        | Starworks Motorsport (con HPD ARX-03b)                             | AF Corse (con Ferrari 458 GTC)                     | Larbre Compétition (con Chevrolet Corvette C6.R)                    |
| 2012              | Costruttori | Audi                                                                      |                                                                    | Ferrari                                            |                                                                     |
| Stagione          | Stagione    | LMP1                                                                      | LMP2                                                               | GTE Pro                                            | GTE Am                                                              |
| 2013              | Piloti      | Allan McNish Tom Kristensen Loïc Duval (con Audi Sport Team Joest)        | Bertrand Baguette Martin Plowman Roberto González (con OAK Racing) | Gianmaria Bruni (con AF Corse)                     | Jamie Campbell-Walter Stuart Hall (con Aston Martin Racing)         |
| 2013              | Squadre     | Rebellion Racing (con Lola B12/60)                                        | OAK Racing (con Morgan LMP2)                                       | AF Corse (con Ferrari 458 Italia GT2)              | 8 Star Motorsports (con Ferrari 458 GT2)                            |
| 2013              | Costruttori | Audi                                                                      |                                                                    | Ferrari                                            |                                                                     |
| Stagione          | Stagione    | LMP1-H                                                                    | LMP2                                                               | GTE Pro                                            | GTE Am                                                              |
| 2014              | Piloti      | Sébastien Buemi Anthony Davidson (con Toyota Racing)                      | Sergey Zlobin (con SMP Racing)                                     | Gianmaria Bruni Toni Vilander (con AF Corse)       | David Heinemeier Hansson Kristian Poulsen (con Aston Martin Racing) |
| 2014              | Squadre     | Rebellion Racing (con Lola B12/60 e Rebellion R-One)                      | SMP Racing (con Oreca 03-Nissan e Oreca 03R-Nissan)                | AF Corse (con Ferrari 458 Italia GT2)              | Aston Martin Racing (con Aston Martin Vantage GTE)                  |
| 2014              | Costruttori | Toyota Racing                                                             |                                                                    | Ferrari                                            |                                                                     |
| Stagione          | Stagione    | LMP1                                                                      | LMP2                                                               | GTE Pro                                            | GTE Am                                                              |
| 2015              | Piloti      | Timo Bernhard Mark Webber Brendon Hartley (con Porsche Team)              | Roman Rusinov Julien Canal Sam Bird (con G-Drive Racing)           | Richard Lietz (con Porsche Team Manthey)           | Viktor Shaitar Alekseij Basov Andrea Bertolini (con SMP Racing)     |
| 2015              | Squadre     | Rebellion Racing (con Rebellion R-One)                                    | G-Drive Racing (con Ligier JS P2)                                  | Porsche Team Manthey (con Porsche 911 RSR)         | SMP Racing (con Ferrari 458 Italia GT2)                             |
| 2015              | Costruttori | Porsche                                                                   |                                                                    | Porsche                                            |                                                                     |
| Stagione          | Stagione    | LMP1                                                                      | LMP2                                                               | GTE Pro                                            | GTE Am                                                              |
| 2016              | Piloti      | Marc Lieb Neel Jani Romain Dumas                                          | Gustavo Menezes Nicolas Lapierre Stéphane Richelmi                 | Nicki Thiim Marco Sørensen                         | Emmanuel Collard François Perrodo Rui Águas                         |
| 2016              | Squadre     | Rebellion Racing                                                          | Signatech-Alpine                                                   | Aston Martin Racing                                | AF Corse                                                            |
| 2016              | Costruttori | Porsche                                                                   |                                                                    | Ferrari                                            |                                                                     |
| Stagione          | Stagione    | LMP1                                                                      | LMP2                                                               | GTE Pro                                            | GTE Am                                                              |
| 2017              | Piloti      | Timo Bernhard Earl Bamber Brendon Hartley                                 | Julien Canal Bruno Senna                                           | James Calado Alessandro Pier Guidi                 | Paul Dalla Lana Pedro Lamy Mathias Lauda                            |
| 2017              | Squadre     |                                                                           | Vaillante Rebellion                                                | AF Corse                                           | Aston Martin Racing                                                 |
| 2017              | Costruttori | Porsche                                                                   |                                                                    | Ferrari                                            |                                                                     |
| Stagione          | Stagione    | LMP1                                                                      | LMP2                                                               | GTE Pro                                            | GTE Am                                                              |
| 2018-2019         | Piloti      | Fernando Alonso Sébastien Buemi Kazuki Nakajima                           | Nicolas Lapierre Pierre Thiriet André Negrão                       | Michael Christensen Kévin Estre                    | Jörg Bergmeister Patrick Lindsey Egidio Perfetti                    |
| 2018-2019         | Squadre     | Toyota Gazoo Racing (con Toyota TS050 Hybrid)                             | Signatech Alpine Matmut (con Alpine A470)                          | Porsche GT Team (con Porsche 911 RSR)              | Team Project 1 (con Porsche 911 RSR)                                |
| 2018-2019         | Costruttori | Toyota Gazoo Racing                                                       |                                                                    | Porsche                                            | Porsche                                                             |
| Stagione          | Stagione    | LMP1                                                                      | LMP2                                                               | GTE Pro                                            | GTE Am                                                              |
| 2019-2020         | Piloti      | Mike Conway Kamui Kobayashi Josè María Lòpez                              | Filipe Albuquerque Philip Hanson                                   | Marco Sørensen Nicki Thiim                         | Emmanuel Collard Nicklas Nielsen François Perrodo                   |
| 2019-2020         | Squadre     | Toyota Gazoo Racing (con Toyota TS050 Hybrid)                             | United Autosports (con Oreca 07)                                   | Aston Martin Racing (con Aston Martin Vantage AMR) | AF Corse (con Ferrari 488 GTE)                                      |
| 2019-2020         | Costruttori | Toyota Gazoo Racing                                                       |                                                                    | Aston Martin                                       |                                                                     |
| Stagione          | Stagione    | Hypercar                                                                  | LMP2                                                               | GTE Pro                                            | GTE Am                                                              |
| 2021              | Piloti      | Mike Conway Kamui Kobayashi Josè María Lòpez                              | Ferdinand Habsburg Charles Milesi Robin Frijns                     | Alessandro Pier Guidi James Calado                 | Alessio Rovera Nicklas Nielsen François Perrodo                     |
| 2021              | Squadre     | Toyota Gazoo Racing (con Toyota GR010 Hybrid)                             | Team WRT (con Oreca 07)                                            | AF Corse (con Ferrari 488 GTE)                     | AF Corse (con Ferrari 488 GTE)                                      |
| 2021              | Costruttori | Toyota Gazoo Racing                                                       |                                                                    | Ferrari                                            |                                                                     |
| Stagione          | Stagione    | Hypercar                                                                  | LMP2                                                               | GTE Pro                                            | GTE Am                                                              |
| 2022              | Piloti      | Sébastien Buemi Brendon Hartley Ryō Hirakawa                              | António Félix da Costa Roberto González Will Stevens               | James Calado Alessandro Pier Guidi                 | Ben Keating Marco Sørensen                                          |
| 2022              | Squadre     | Toyota Gazoo Racing (con Toyota GR010 Hybrid)                             | Team Jota (con Oreca 07)                                           | AF Corse (con Ferrari 488 GTE)                     | TF Sport (con Aston Martin Vantage AMR GTE)                         |
| 2022              | Costruttori | Toyota Gazoo Racing                                                       |                                                                    | Ferrari                                            |                                                                     |
| Stagione          | Stagione    | Hypercar                                                                  | LMP2                                                               | GTE Pro                                            | GTE Am                                                              |
| 2023              | Piloti      | Sébastien Buemi Brendon Hartley Ryō Hirakawa                              | Rui Andrade Louis Delétraz Robert Kubica                           | Non disputato                                      | Nicky Catsburg Ben Keating Nicolás Varrone                          |
| 2023              | Squadre     | Toyota Gazoo Racing (con Toyota GR010 Hybrid)                             | Team WRT (con Oreca 07)                                            | Non disputato                                      | Corvette Racing (con Chevrolet Corvette C8.R)                       |
| 2023              | Costruttori | Toyota Gazoo Racing                                                       |                                                                    | Non disputato                                      |                                                                     |
| Stagione          | Stagione    | Hypercar                                                                  | GT3                                                                |                                                    |                                                                     |
| 2024              | Piloti      | André Lotterer Laurens Vanthoor Kévin Estre                               | Klaus Bachler Alex Malykhin Joel Sturm                             |                                                    |                                                                     |
| 2024              | Squadre     | Porsche Penske Motorsport                                                 | Manthey PureRxcing (con Porsche 911 GT3 R (992))                   |                                                    |                                                                     |
| 2024              | Costruttori | Toyota Gazoo Racing (con Toyota GR010 Hybrid)                             |                                                                    |                                                    |                                                                     |
| Fonte: fiawec.com |             |                                                                           |                                                                    |                                                    |                                                                     |

## Statistiche

### Titoli
Costruttori LMP1/HYPERCAR (Assoluto)
| N° | Costruttore | Anni                                           |
| -- | ----------- | ---------------------------------------------- |
| 7  | Toyota      | 2014, 2018-19, 2019-20, 2021, 2022, 2023, 2024 |
| 3  | Porsche     | 2015, 2016, 2017                               |
| 2  | Audi        | 2012, 2013                                     |

Piloti LMP1/HYPERCAR (Assoluto)
| N° | Piloti           | Anni                      |
| -- | ---------------- | ------------------------- |
| 4  | Sébastien Buemi  | 2014, 2018-19, 2022, 2023 |
| 4  | Brendon Hartley  | 2015, 2017, 2022, 2023    |
| 2  | Josè María Lòpez | 2019-20, 2021             |
| 2  | Kamui Kobayashi  | 2019-20, 2021             |
| 2  | Mike Conway      | 2019-20, 2021             |
| 2  | Timo Bernhard    | 2015, 2017                |
| 2  | Ryo Hirakawa     | 2022, 2023                |
| 2  | André Lotterer   | 2012, 2024                |
| 1  | Laurens Vanthoor | 2024                      |
| 1  | Kévin Estre      | 2024                      |
| 1  | Fernando Alonso  | 2018-19                   |
| 1  | Kazuki Nakajima  | 2018-19                   |
| 1  | Earl Bamber      | 2017                      |
| 1  | Marc Lieb        | 2016                      |
| 1  | Neel Jani        | 2016                      |
| 1  | Romain Dumas     | 2016                      |
| 1  | Mark Webber      | 2015                      |
| 1  | Anthony Davidson | 2014                      |
| 1  | Loïc Duval       | 2013                      |
| 1  | Tom Kristensen   | 2013                      |
| 1  | Allan McNish     | 2013                      |
| 1  | Benoît Tréluyer  | 2012                      |
| 1  | Marcel Fässler   | 2012                      |

### Vittorie
Costruttori LMP1/HYPERCAR (Assoluto)
| N° | Costruttore | Anni d'attività          |
| -- | ----------- | ------------------------ |
| 48 | Toyota      | 2012-Presente            |
| 20 | Porsche     | 2014-2017, 2023-Presente |
| 17 | Audi        | 2012-2016                |
| 7  | Ferrari     | 2023-Presente            |
| 3  | Rebellion   | 2012-2020                |
| 2  | Alpine      | 2021-2022, 2024-Presente |

Aggiornato alla 24 Ore di Le Mans 2025

Costruttori GTE Pro
| N° | Costruttore  | Anni                                     |
| -- | ------------ | ---------------------------------------- |
| 7  | Ferrari      | 2012, 2013, 2014, 2016, 2017, 2021, 2022 |
| 2  | Porsche      | 2015, 2018-2019                          |
| 1  | Aston Martin | 2019-2020                                |

Piloti GTE Pro
| N° | Piloti                | Anni             |
| -- | --------------------- | ---------------- |
| 3  | James Calado          | 2017, 2021, 2022 |
| 3  | Alessandro Pier Guidi | 2017, 2021, 2022 |
| 2  | Gianmaria Bruni       | 2013, 2014       |
| 2  | Nicki Thiim           | 2016, 2019-20    |
| 2  | Marco Sørensen        | 2016, 2019-20    |
| 1  | Toni Vilander         | 2014             |
| 1  | Richard Lietz         | 2015             |
| 1  | Michael Christensen   | 2018-19          |
| 1  | Kévin Estre           | 2018-19          |

Piloti GTE Am
| N° | Piloti                   | Anni                |
| -- | ------------------------ | ------------------- |
| 3  | François Perrodo         | 2016, 2019-20, 2021 |
| 2  | Nicklas Nielsen          | 2019-20, 2021       |
| 2  | Emmanuel Collard         | 2016, 2019-20       |
| 2  | Ben Keating              | 2022, 2023          |
| 1  | Nicolás Varrone          | 2023                |
| 1  | Nicky Catsburg           | 2023                |
| 1  | Marco Sørensen           | 2022                |
| 1  | Alessio Rovera           | 2021                |
| 1  | Jörg Bergmeister         | 2018-19             |
| 1  | Patrick Lindsey          | 2018-19             |
| 1  | Egidio Perfetti          | 2018-19             |
| 1  | Paul Dalla Lana          | 2017                |
| 1  | Pedro Lamy               | 2017                |
| 1  | Mathias Lauda            | 2017                |
| 1  | Rui Águas                | 2016                |
| 1  | Andrea Bertolini         | 2015                |
| 1  | Alekseij Basov           | 2015                |
| 1  | Viktor Shaitar           | 2015                |
| 1  | Kristian Poulsen         | 2014                |
| 1  | David Heinemeier Hansson | 2014                |
| 1  | Jamie Campbell-Walter    | 2013                |
| 1  | Stuart Hall              | 2013                |

Piloti GT3
| N° | Piloti        | Anni |
| -- | ------------- | ---- |
| 1  | Klaus Bachler | 2024 |
| 1  | Alex Malykhin | 2024 |
| 1  | Joel Sturm    | 2024 |